# Distrito de Uzgen
El distrito de Uzgen (en kirguís: Өзгөн району) es uno de los rayones (distrito) de la provincia de Osh en Kirguistán.
En 2009 tenía 228 114 habitantes. La capital es Uzgen.

## Subdivisiones
El distrito incluye la capital Uzgen y 19 comunidades rurales o aiyl okmotus. Las comunidades rurales son las siguientes:
1. Ak-Jar aiyl okmotu (capital Ak-Jar; otros pueblos: Kakyr, Semiz-Köl y Bolshevik)
2. Bash-Debe aiyl okmotu (capital Kengesh; otros pueblos: Jangy-Jol, Kosh-Korgon y Kyzyl-Kyrman)
3. Jalpak Tash aiyl okmotu (capital Kurbu-Tash; otros pueblos: Ak-Terek, Imeni Karla Marksa, Imeni Kirova, Kysyk-Alma, Tuz-Bel y Üchkaptal)
4. Jylandy aiyl okmotu (capital Jylandy; otros pueblos: Kalta, Krasny Mayak, Progress y Yassy)
5. Den-Bulak aiyl okmotu (capital Bakmal; otros pueblos: Babashuulu, Böksö-Jol, Jangy-Abad, Den-Bulak, Kara-Daryya, Michurino, Özgörüsh, Töölös y Chimbay)
6. Zarger aiyl okmotu (pueblos: Ayuu, Jangy-Ayyl, Zarger, Kayrat, Kuturgan, Nichke Say y Toktogul)
7. Jazy aiyl okmotu (capital Kara-Dyykan; otros pueblos: Kyzyl-Dyykan, Jeerenchi y Jazy)
8. Iyrisu aiyl okmotu (capital Jiyde; otros pueblos: Ak-Terek, Jangakty, Kara-Kolot, Kors-Etti, Kyrgyzstan y Orkazgan)
9. Changet aiyl okmotu (capital Changet; otros pueblos: Östürüü)
10. Karool aiyl okmotu (capital Karool; otros pueblos: Myrza-Aryk, Orto-Aryk y Sheraly)
11. Kara Tash aiyl okmotu (capital Iyrek; otros pueblos: Korgon, Üngkür, Yntymak y Elchibek)
12. Keldyuk aiyl okmotu (capital Shamal-Terek; otros pueblos: Chalk-Öydö)
13. Kyzyl-Oktyabr aiyl okmotu (capital Staraya Pokrovka; otros pueblos: Alga, Besh-Abyshka, Guzar, Kochkor Ata, Kreml, Kurshab, Kyzyl Oktyabr y Kyzyl-Sengir)
14. Kyzyl-Too aiyl okmotu (capital Kyzyl-Too; otros pueblos: Donuz-Too, Ak Kyya, Karchabek y Erkin-Too)
15. Kurshab aiyl okmotu (capital Kurshab; otros pueblos: Erdik y Shagym)
16. Myrza-Ake aiyl okmotu (capital Myrza-Ake; otros pueblos: Adyr y Babyr)
17. Altyn Bulak aiyl okmotu (capital Altyn Bulak; otros pueblos: Chechebay, Tash Bashat, Sasyk-Bulak, Kara Batkak y Kandava)
18. Salamalik aiyl okmotu (capital Salamalik; otros pueblos: Ak-Terek, Ara-Köl, Kosh-Eter, Kyzyl-Bayrak, Kyzyl Charba y 15 Jash)
19. Tert Kel aiyl okmotu (capital Shoro Bashat; otros pueblos: Ana Kyzyl, Boston, Kyymyl y Makarenko)